# Pherosphaera hookeriana
Pherosphaera hookeriana là một loài thực vật hạt trần trong họ Podocarpaceae. Loài này được W.Archer bis mô tả khoa học đầu tiên năm 1850.